# Adoor Gopalakrishnan
Adoor Moutatthu Gopalakrishnan Unnithan (Adoor, distrito Pathanamthitta, Kerala, India, 3 de julio de 1941) es un director de cine indio. Sus películas son hechas en idioma malabar, el idioma del estado indio de Kerala. Sus películas tienen poca distribución a nivel mundial, en cambio se pueden encontrar en sociedades cinematográficas de Kerala. Ha estado en varios festivales cinematográficos nacionales e internaciones. 

## Filmografía
- 1972 — Swayamvaram
- 1977 — Kodiyettam
- 1981 — Elippathayam
- 1984 — Mukhamukham
- 1987 — Anantharam
- 1989 — Mathilukal
- 1993 — Vidheyan
- 1995 — Kathapurushan

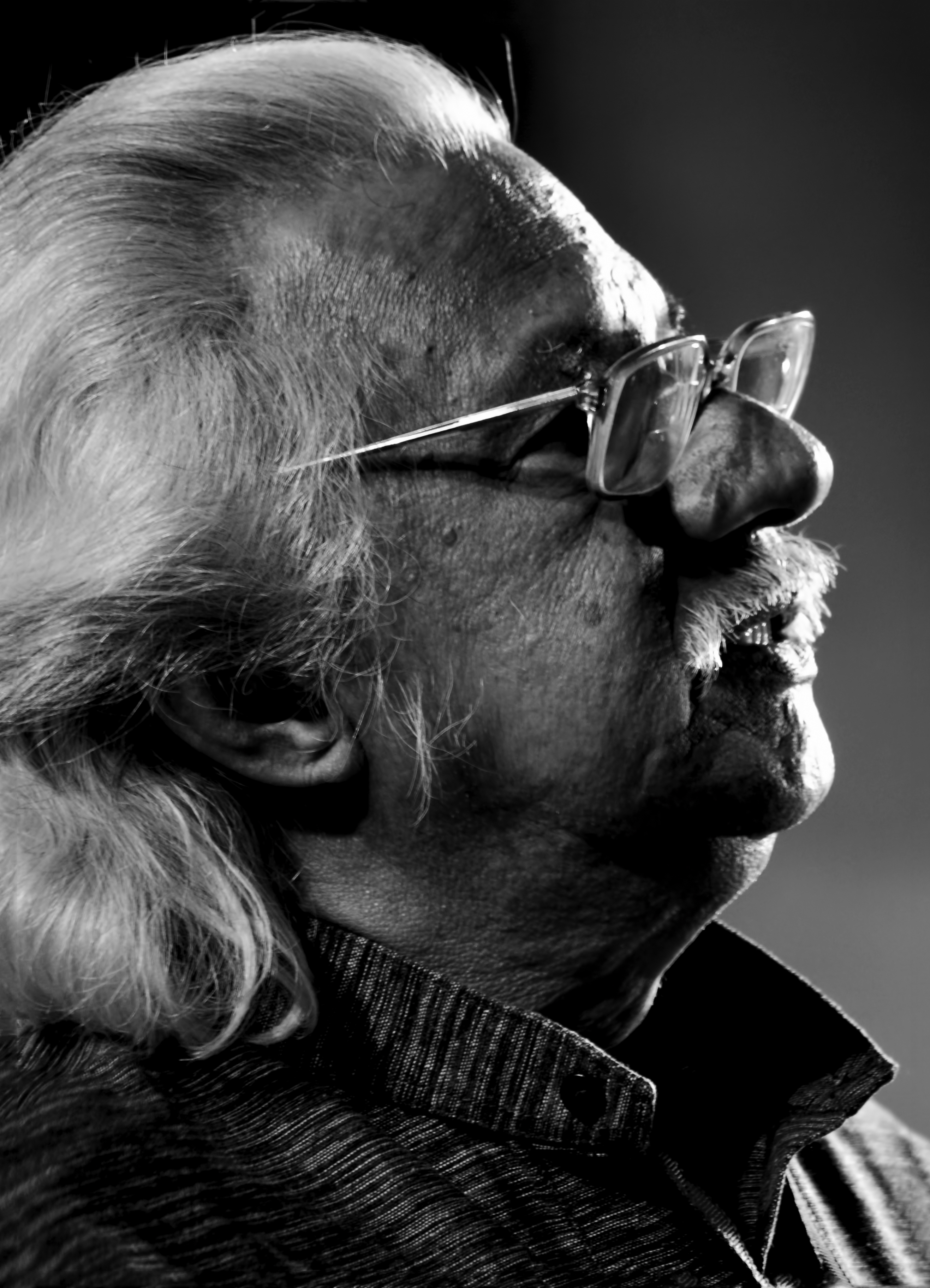
Adoor Gopalakrishnan.

- 2000 — Kalamandalam Gopi, documental
- 2003 — Nizhalkkuthu
- 2007 — Naalu Pennungal

## Premios y distinciones
Festival Internacional de Cine de Venecia
| Año  | Categoría       | Película   | Resultado |
| ---- | --------------- | ---------- | --------- |
| 1990 | Premio FIPRESCI | Mathilukal | Ganador   |

Algunos de los premios que Gopalakrishnan ha ganado por sus películas son::
- Padma Vibhushan — la segunda distinción civil más importante que concede el gobierno indio
- Padma Shri
- Legión de Honor (2003)
- Premio Dadasaheb Phalke
- National Film Awards (India) — en varias categorías por Swayamvaram, Kodiyettam, Elippathayam, Anantharam, Mathilukal, Vidheyan, Kathapurushan y Nizhalkkuthu
- Kerala State Film Awards: 13 premios en varias categorías por varias películas
- Festival de Cine de Londres
- Premio del British Film Institute - a la película más original de 1982 por Elipathayam
- Comandante de la Orden de las Artes y las Letras (2003)[2]